# Cantón de Turrubares
Cantón de Turrubares är en kanton i Costa Rica.   Den ligger i provinsen San José, i den centrala delen av landet, 50 km väster om huvudstaden San José.